# 나왕쓱싸위트 학교
나왕쓱싸위트 학교(태국어: โรงเรียนนาวังศึกษาวิช, 영어: Nawang Suksawit School)는 태국 농부아람푸 주 중심에 위치한 학교이다.

## 나왕쓱싸위트 학교의 역사
나왕쓱싸위트 학교는 나완 카운티 고등학교에서 농부아람푸 주 이전에 우돈타니주 나쿠룬 지구 나쿠란쓱싸위트 학교 로 알려져있었다. 1978년 3월 30일에 설립되었다. 1978년 5월에 처음 문을 열었다. 120명의 학생이 있으며, 4명의 교사가 할당되었다. 뻬라뽀루 · 스리라오 씨는 전직 교사이다. 이 지역은 일반적으로 서쪽에서 동쪽으로 기울어 져 있다. 이 지역은 주로 점토가 있어서 재배의 문제가 생긴다. 이 지역 재생 물은 매우 강하다. 우돈타니의 첫마디가 있었다. 학교는 우동 타니 현의 나쿠룬 지역의 땀본 · 나 · 라오에 있다. 먼저 맛있는 집을 사용하는 것을 가르치는 곳이다. 첫 번째 건물은 1980년에 완성 된 인자나인 건물에서 계속해서 쥐 챕터 루크 건물이 완성되었다. 중학교에서 가르치는 교육부에 의해 승인 된 학년도 1992까지 그 후 1993년 르이 주에 인접한 우돈 타니의 서쪽에 있다. 므앙농부아람푸 군, 수완나쿠하 군, 시분르앙 군, 나끌랑 군, 논상 군과 공정 지구. 그것은 1993년 12월 1일에 논 브와 램 푸 현로서 선언되고 정부 공보 Vol. 110, Part 125, 1993년 9월 2일자. 나왕쓱싸위트 학교는 지역에 위치하고 있다. 농부 아람 푸 주 2537년 4월 30일까지 내무부는 나끌랑 군 지역의 5개 지역, 즉 테리프키리, 나라오, 나카에, 왕통, 왕플래톰을 발표했다. 정 지구 나왕으로 성장했다. 당시 학교 이름은 지역의 이름을 변경했다. 나왕쓱싸위트 학교 고등학교 학생수가 증가했기 때문에 중학교는 나완 군이다. 따라서 1995년에 새로운 학교 건물 릴라 와디 건물을 건설하는 것이 승인 된 미래 학교의 확장이 이루어지도록 지원하고 있다. 그 후 2003년에는 농부 아람 푸 주 성 나완 군을 꿈꾸며 한 학교의 학교로 교육부에 선출되었다. 이것은 당시의 교육 개혁의 눈부신 프로젝트이다.
나왕쓱싸위트 학교의 다양한 학교의 잠재적 인 품질 학교는 나완 군에서의 학습의 중요한 원천이되고 있다. 그리고 지방 수준에서 많은 상을 수상했다. 동북 및 전국 수준이 높다.
선생님과 학생의 협력하에 논부아 · 란뿌에서는 학교가 인기를 끌고 있다. 나왕쓱싸위트 학교 선정되어 있다. ASEAN 공동체 농부 아람 푸 주 (Nong Bua Lamphu Province)의 개발 리더십 학교이다. 어느 지역에서 교육의 발전. 학교는 나쿠란 숙 선생님 위트 학교를 지났다. 그것만으로는 없다. 동창회 나쿠 란 숙 선생님 위트 학교, Tonkla Nawangwit 클럽, 나완 카운티 병원, 나왕 카운티 교사와 학생 등 성공하기 위해서는 모든 분야에 의지하고 지원을받을 것이 중요하다.